# Шарира

Сердце Тхить Куанг Дыка

Шарира (санскр. शरीर — «тело») — тела в индийской философии, которая различает помимо физического тонкие тела. Все тела во всех философских школах считаются иллюзиями Атмана. В буддизме под термином шарира понимаются останки Будды и прах святых в виде кристаллических образований после кремации, что хранятся в качестве реликвий.